# Laura Gallardo
Laura Gallardo Klenner es una científica, docente y académica chilena, especialista en climatología. Es profesora titular del Departamento de Geofísica y de la Facultad de Ciencias Físicas y Matemáticas de la Universidad de Chile. Es investigadora del Centro de Ciencia del Clima y la Resiliencia. En 2023 se convirtió en vicepresidenta del Grupo II del Panel Intergubernamental de Cambio Climático, siendo la primera chilena en formar parte de su mesa directiva.

## Biografía
Obtuvo su licenciatura en Física en 1986 en la Universidad de Chile y luego se especializó en Meteorología Química, completando un máster en 1993 y un doctorado en 1996 en la Universidad de Estocolmo.

## Carrera profesional
La académica se ha destacado en las áreas de climatología y modelación atmosférica. Se especializa en la modelación matemática, incluyendo los cambios en la composición y de la calidad del aire, con una trayectoria marcada por estudios en áreas como modelación inversa y  cambio climático. Actualmente es profesora titular en la Universidad de Chile, casa de estudios donde se desempeñó como directora de postgrado y postítulo (2022-2024).
Fue la primera directora del Centro de Ciencia del Clima y la Resiliencia (CR2), donde lideró la instalación de un centro intery transdisciplinar donde ha desarrollado investigaciones en temas de su disciplina y otras de carácter interdisciplinar.
En 2023, se convirtió en la primera chilena en el directorio del Grupo Intergubernamental de Expertos sobre el Cambio Climático (IPCC), donde ocupa el cargo de vicepresidenta, en representación de Sudamérica duurante el séptimo ciclo del grupo. Parte de su labor en el grupo es entregar evidencia científica clave para formular políticas y estrategias globales de adaptación climática, para promover una respuesta lo más oportuna posible entre los tomadores de decisiones. Además, se encarga de promover la participáción de autores y temas de relevancia para el continente, junto con resgurdar la integridad científica de los informes. 
Trabajó para la Comisión Nacional del Medio Ambiente entre los años 1997 y 2001, liderando los primeros estudios de modelado de dispersión a escala regional en Chile, con énfasis en las fuentes urbanas y asociadas a las fundiciones de cobre. A principios de 2002 obtuvo un puesto de investigadora en el Centro de Modelado Matemático (CMM) de la Universidad de Chile, donde comenzó estudios sobre aplicaciones de modelación inverso para mejorar los inventarios de emisiones a escala urbana, la asimilación de datos y el diseño óptimo de redes.
A nivel internacional, Gallardo ha sido co-coordinadora de la iniciativa Contaminación y su Impacto en la Criósfera Sudamericana (PISAC) y co-coordinadora de la Predicción de la Contaminación Atmosférica en América Latina (PAPILA, 2018-2021), una red internacional financiada por la Unión Europea. También ha sido miembro del Comité Científico del proyecto Instituto Internacional de Química Atmosférica Global (IGAC) y parte de la Comisión Internacional de Química Atmosférica y Contaminación Global (iCACGP). En 2010 fue elegida vicepresidenta de la ICACGP y en 2015 fue elegida vicepresidenta de la Asociación Internacional de Meteorología y Ciencias Atmosféricas (IAMAS). Además, es miembro del Comité Científico Directivo del proyecto Estudios de Superficie, Océano, Tierra y Atmósfera (SOLAS).
En 2023, asume la vicepresidencia del Grupo II del Panel Intergubernamental de Cambio Climático siendo la primera chilena en ocupar un cargo en la directiva del organismo.

## Distinciones y reconocimientos
Fue distinguida por la Facultad de Ciencias Físicas y Matemáticas de la Universidad de Chile con la medalla y diploma de Profesora Titular.

## Publicaciones científicas
Nota: Esta es una lista de trabajos científicos destacados de la investigadora; para revisar el listado completo, revise el perfil de la investigadora en Google Scholar.
- Gallardo, Laura; Boisier, Juan; Álvarez, Camila; Cordero, Raúl; Damiani, Alessandro; Garreaud, René; Lambert, Fabrice; Ramallo, Cinthya et al. (2018). «Anthropogenic drying in central-southern Chile evidenced by long-term observations and climate model simulations». Elem Sci Anth 6: 74.
- Gallardo, Laura; Toro, Richard; Catalán, Francisco; Urdanivia, Francesco; Rojas, Jhojan; Manzano, Carlos; Seguel, Rodrigo; Osses, Mauricio et al. (2021). «Air pollution and COVID-19 lockdown in a large South American city: Santiago Metropolitan Area, Chile». Urban Climate 36: 100803.
- Gallardo, Laura; Huneeus, Nicolás; Denier van Der Gon, Hugo; Castesana, Paula; Menares, Camilo; Granier, Claire; Granier, Louise; Alonso, Marcelo et al. (2020). «Evaluation of anthropogenic air pollutant emission inventories for South America at national and city scale». Atmospheric Environment 235: 117606.
- Gallardo, Laura; Muñoz, Ariel; Klock, Karin; Sheppard, Paul; Aguilera, Isabella; Toledo, Isadora; Christie, Duncan; Gorena, Tamara et al. (2019). «Multidecadal environmental pollution in a mega-industrial area in central Chile registered by tree rings». Science of the Total Environment 696: 133915.
- Gallardo, Laura; Morawska, Lidia; Tong Zhu; Liu, Nairui; Amouei, Mehdi; de Fatima Andrade, Maria; Barratt, Benjamin; Broomandi, Parya et al. (2021). «The state of science on severe air pollution episodes: Quantitative and qualitative analysis». Environment international 156: 106732.